# Blackstrap
Blackstrap är ett svenskt rockband bildat 1996 som Marygold i Jönköping av Jonatan Westh (sång gitarr), David Karlsson (trummor) och Maria Lindén (sång klaviatur). Gruppen släppte 2003 albumet Ghost Children. Viss framgång i Sverige och Europa. 2006 släpptes uppföljaren Steal My Horses And Run. Skivan fick bra recensioner världen över och bandet genomförde turnéer i tre världsdelar.
Steal My Horses And Run släpptes åter av New York bolaget Tee Pee Records 2008 och i samband med detta genomfördes två USA turnéer. Tee Pee Records har släppt skivor med bl.a. The Brian Jonestown Massacre, The Warlocks, Witch och Graveyard.
Bandet består nu av Jonatan Westh (sång gitarr, huvudsaklig låtskrivare och musikproducent), Matilda Johansson (klaviatur, sång och tamburin), David Götestam (trummor), och Filiph Antonsson (bas/producent). Maria Lindén driver istället bandet I Break Horses.
Blackstrap bytte under tidigt 2000-tal namn från Marygold.
I den amerikanska TV-serien Sons of Anarchy finns bandets låt "Open Road" med i soundtracket till avsnitt 5, säsong 2.

## Diskografi
Studioalbum
- Ghost Children (2003)
- Steal My Horses and Run (2006)

Singlar
- "In Colored Ways" / "New Sonic" (2003)
- "Jointly and Separately" / "Sunrise" (2004)
- "Make Sense Make Change" / "Tanz Den Jesus Christus" (2013)
- "Recieve it with Joy Satan" (2014)